# Moneasa
Moneasa é uma comuna romena localizada no distrito de Arad, na região histórica da Transilvânia. A comuna possui uma área de 68.24 km² e sua população era de 1032 habitantes segundo o censo de 2007.